# Johann Georg Haller von Hallerstein
Johann Georg Haller von Hallerstein (* 23. April 1773 in Nürnberg; † 18. August 1852) war ein deutscher Offizier und Nürnberger Patrizier aus dem Adelsgeschlecht Haller von Hallerstein.

## Leben
Johann Georg ist der Sohn von Johann Sigmund Haller von Hallerstein auf Henfenfeld und Grundlach und dessen Gattin Maria Helena  Ebner von Eschenbach.
Er trat 1794 ins Infanterie-Regiment Erzherzog Rudolph Nr. 14 ein. Im Februar 1796 wurde er als Offizier dem General-Quartiermeisterstab zugeteilt, wo er 1800 zum Hauptmann befördert wurde. 1801 kam er in das 14. Infanterieregiment zurück, 1809 erfolgte die Beförderung zum Major. Im März 1812 folgte die Versetzung ins Infanterie-Regiment Froon Nr. 54, wo er 1813 Oberstlieutenant wurde.
Am 25. Dezember 1820 wurde er zum Oberst im Infanterie-Regiment Graf Latour Nr. 28 befördert. Am 20. September wurde er zum General-Major ernannt.
Im Jahre 1815 wurde Freiherr Haller Kämmerer.
Als die Französische Revolutionsarmee unter General Jean-Baptiste Jourdan im Jahre 1796 die Stadt Nürnberg für 14 Tage besetzte, rettete er die Reichskleinodien, indem er sie vor den heranrückenden Franzosen aus Nürnberg über Prag nach Regensburg brachte, von wo sie vier Jahre später nach Wien gelangten. Sie befinden sich bis heute dort und werden in der Schatzkammer der Wiener Hofburg aufbewahrt.